# Igor Gočanin
Igor Gočanin (né le 24 juillet 1966 à Herceg Novi) est un joueur de water-polo yougoslave (monténégrin), champion olympique en 1988 à Séoul.
- CIO
- Olympedia